# Гумницкий, Григорий Николаевич
Григо́рий Никола́евич Гумни́цкий (6 марта 1924, Почеп, Брянская губерния — 11 ноября 2017, Иваново) — российский философ

, специалист в области этики. Доктор философских наук, профессор.

## Биография
Родился 6 марта 1924 года в г. Почеп Брянской губернии.
В 1948 году окончил философский факультет МГУ имени М. В. Ломоносова, в 1952 — аспирантуру там же.
С 7 января 1952 года присуждена учёная степень кандидат философских наук за защиту по теме «Общественные и личные интересы при социализме».
С 6 января по 10 августа 1953 года работал преподавателем философии Вологодского молочного института.
С 10 октября 1953 года — преподаватель философии Омского сельскохозяйственного института имени С. М. Кирова.
С 1 сентября 1955 года утверждён и. о. доцента Омского сельскохозяйственного института имени С. М. Кирова, а с 5 апреля 1958 года присвоено учёное звание доцента.
С 1 сентября 1961 года — доцент кафедры философии Ивановского педагогического института. С 15 апреля 1964 года — старший научный сотрудник кафедры философии. С 6 апреля 1966 года — доцент. С 1 января 1974 года в той же должности в Ивановском государственном университете. С 21 мая 1979 года по 31 декабря 1985 года — профессор кафедры философии. С 20 марта 1980 года — и. о. заведующего кафедрой философии. С 30 сентября 1980 года по 23 сентября 1985 года — заведующий кафедрой философии. С 10 января 1986 года по 6 октября 1992 года — профессор-консультант на этой же кафедре.
В 1979 году в Московском государственном педагогическом институте защитил диссертацию на соискание учёной степени доктора философских наук по теме «Методологические проблемы исследования специфики морального сознания». Точка зрения автора о признании общечеловеческой сущности морали в то время противоречила официальной и диссертацию могли заблокировать. Его поддержали заведующий кафедрой философии МГПИ В. С. Готт и его кафедра, а также оппоненты по защите К. А. Шварцман и А. Г. Спиркин.
С 21 марта 1992 года — профессор кафедры философии и политологии Ивановского инженерно-строительного института (с 2006 — Ивановский государственный архитектурно-строительный университет).
Под научным руководством Гумницкого Г. Н. подготовлено к защите 25 кандидатских диссертаций.
Хобби: шахматы, математика, рисование, поэзия, музыка и пение. Любимые композиторы: П. И. Чайковский, Д. Верди, М. И. Глинка, Д. Пуччини, Э. Ф. Направник.

### Семья
Женат, имеет двух детей. Дочь — доктор философских наук, работает в институте химии в Иваново. Сын — врач скорой помощи. Имеет несколько почётных грамот Министерства образования и медаль как труженик тыла в 1941—1945 гг.
Жил и умер в Иваново.

## Научная деятельность
Г. Н. Гумницким была выдвинута идея основного морального отношения: отношения личности к общему благу как к первичной, к личному благу как к конечной целям и к их единству как к высшей цели. При этом основное моральное отношение выступает в качестве основного морального закона, на основе которого Г. Н. Гумницкий строит собственную концепцию морали, включающую логически обоснованную систему этических категорий. Он обосновывает положение о материальности сознания (в атрибутивном смысле) в онтологическом аспекте, а также предлагает онто-гносеологическое определение материи. Г. Н. Гумницкий под материей понимает субъект, обладающий «идеальной», субъективной составляющей, «чувствительностью», высшей формой которой является сознание. Общественное сознание, в своём гносеологическом аспекте вторичное по отношению к природе и общественному бытию, в онтологии является составляющей последнего и первичным по отношению ко всем итогам человеческой деятельности. Это же относится к экономическим отношениям, хотя гносеология полностью не охватывает их системы. Теория базиса и надстройки абсолютизирует влияние экономики на другие элементы общества.
Г. Н. Гумницкий обосновал положение о системообразующем значении основного вопроса философии в системе философского знания. Он понимает философию как учение (науку) о всеобщих отношениях человека к миру, а о мире как объекте этих отношений. Им включены в «чистую» философскую теорию всеобщие черты мира (диалектику), онтологию, гносеологию, аксиологию, логику и праксеологию. Г. Н. Гумницкий развивает понимание счастья как всесторонней, а не только моральной удовлетворенности. Он обосновывает представление об общечеловеческой сущности морали и предлагает собственную трактовку категории свободы, разграничения категорий потребности и интереса. Также Г. Н. Гумницким исследованы вопросы теории морали и нравственного воспитания.

## Научные труды

### Диссертации
- Гумницкий Г. Н. Общественные и личные интересы при социализме. М.,1952. (Автореферат на соискание кандидата философских наук)
- Гумницкий Г. Н. Методологические проблемы исследования специфики морального сознания. М., 1979 (Автореферат на соискание степени доктора философских наук)

### Монографии
- Гумницкий Г. Н. Роль экономических исследований К. Маркса в возникновении диалектического материализма. Омск, 1958.
- Гумницкий Г. Н. Основные проблемы теории морали. Иваново,1972.
- Гумницкий Г. Н. Полемика о соотношении счастья и смысла жизни. — М., 1963.
- Гумницкий Г. Н. Нравственный поступок и его оценка. М.,1978.
- Гумницкий Г. Н. Смысл жизни, счастье, мораль. М.,1981.
- Гумницкий Г. Н. Нравственное воспитание: цель, условия, закономерности. М.,1983.
- Гумницкий Г. Н. Марксистская диалектика как система. М.,1987.
- Блюмкин В. А., Гумницкий Г. Н., Цырлина Т. В. Нравственное воспитание. Воронеж,1990.
- Гумницкий Г. Н. О предмете философии. Иваново,1992.
- Гумницкий Г. Н. Основы этики. (учебное пособие). Ч.1.Иваново,1992.
- Гумницкий Г. Н. Основы этики. (учебное пособие). Ч.2.Иваново,1995.
- Гумницкий Г. Н. Материализм или идеализм. Философские очерки. [В соавт.] Иваново, 1998.
- Гумницкий Г. Н. Материализм или идеализм? Философские очерки. Иваново, 2000.

### Статьи
- Гумницкий Г. Н. К вопросу об основных этических категориях. // Философские науки. — 1963. — № 1.
- Гумницкий Г. Н. Чем определяется развитие производительных сил? // Философские науки. — 1963. — № 2.
- Гумницкий Г. Н. Смысл жизни, счастье, мораль. //Вопросы философии. — М., 1967. — № 5.
- Гумницкий Г. Н. Потребности и интересы. // Вопросы психологии. 1968. — № 2.
- Гумницкий Г. Н. К проблеме изложения диалектики. // Учёные записки Ивановского педагогического института. Иваново, 1973. — Т. 127.
- Гумницкий Г. Н. К вопросу об определении понятий «мораль» и «моральный прогресс». // Нравственный прогресс и личность. Вильнюс, 1976.
- Гумницкий Г. Н. Соотношение морального и полезного в системе ценностей. // Проблемы сознания в условиях развитого социализма. Иваново,1976.
- Гумницкий Г. Н. О понятии этического поведения и этических отношений. // Социальная сущность, структура и функции морали. М., 1977.
- Этика Канта и марксистская теория морали. // Вопросы теоретического наследия Иммануила Канта. Вып.2.Калининград, 1977.
- Гумницкий Г. Н. Проблема специфики моральной цели и кантовское учение о соотношении морали и счастья.//Вопросы теоретического наследия Иммануила Канта. Вып.5.Калининград,1980.
- Антонов Н. П., Гумницкий Г. Н., Хакимов Р. З. Конференция, посвященная учению В. И. Вернадского о биосфере.// Философские науки. — 1984. — № 2.
- Гумницкий Г. Н. О двух подходах к раскрытию содержания понятий «материя» и «сознание».// Философские науки. М., 1987. — № 2.
- Гумницкий Г. Н. Категорический императив И. Канта и проблема моральных законов.// Кантовский сборник. Вып.13.Калининград,1988.
- Гумницкий Г. Н., Хакимов Р. З, Смирнов Г. С. Мировоззренческое и методологическое значение учения В. И. Вернадского о биосфере и ноосфере. // Информационные материалы. ФО СССР. М. ,1990. — № 1. — С. 49-57.
- Гумницкий Г. Н. Категории конечной и высшей цели в учении И. Канта и теория морали. // Кантовский сборник. Вып.16.Калининград,1991.
- Гумницкий Г. Н. Некоторые вопросы преподавания философии // Проблемы преподавания философии в высшей школе. М., 1997.
- Гумницкий Г. Н. [http://www.igasu.ru/index.php?id=25 (недоступная+ссылка) Мораль как фундаментальный критерий нормальной социальности и общественного прогресса.] (недоступная ссылка)
- Гумницкий Г. Н. Вера против разума.// Здравый смысл Весна 2006 № 2 (39) Архивная копия от 1 февраля 2014 на Wayback Machine
- Гумницкий Г. Н. Эвтаназия: возможность, необходимость, право. Архивная копия от 24 сентября 2015 на Wayback Machine // Здравый смысл. — 2006. — № 4 (41)
- Гумницкий Г. Н., Зеленцова М. Г. Понятие человечности в общей морали // Философия и общество. — 2008. — № 3. — С. 20-31.
- Гумницкий Г. Н. Софисты, то есть лжецы.
- Гумницкий Г. Н. Спасибо идеалистам.
- Гумницкий Г. Н. Новейшая революция в философии, или «Легкость мысли необыкновенная».
- Гумницкий Г. Н. От философии к богословию?
- Гумницкий Г. Н. Разум и вера.// ЭФГ. М.,2008. — № 12.
- Гумницкий Г. Н. Судьба ложной мудрости. // ЭФГ. М.,2008.- № 16.
- Гумницкий Г. Н. О понятии гуманизма.// Философия и общество. М., 2008 — № 3.
- Гумницкий Г. Н. Собственность, общество, государство.// ЭФГ. М.,2009. — № 18.
- Гумницкий Г. Н. О понятии свободы. //Вестник Российского философского общества. М.,2009. — № 2.
- Гумницкий Г. Н. Истинная философия и истина в философии.// Философия и общество. М., 2009. — № 1.
- Гумницкий Г. Н. О либерализме, истине и добре. // Вестник Российского философского общества. М., 2010. — № 2.
- Гумницкий Г. Н. Истинная философия и истина в философии.// Философия и общество. М., 2010. — № 1.
- Гумницкий Г. Н. Применимо ли понятие свободы к неживой природе.//Вестник Российского философского общества. М.,2010. — № 1.